# Тушама (Тубинское муниципальное образование)
Тушама — посёлок в Усть-Илимском районе Иркутской области. Входит в состав Тубинского муниципального образования.

## География
Посёлок находится на расстоянии 57 км к юго-востоку от города Усть-Илимск, административного центра района.

## Население
| 2002 | 2010 | 2011 | 2012 |
| ---- | ---- | ---- | ---- |
| 97   | ↘51  | →51  | ↘50  |